# Plavsk
Plavsk è una città della Russia europea centrale (oblast' di Tula). Appartiene amministrativamente al rajon Plavskij, del quale è il capoluogo.
Si trova nella parte sudoccidentale della oblast' di Tula, sulle sponde del fiume Plava, 58 chilometri a sudovest del capoluogo regionale Tula.